# David übergibt Goliaths Haupt dem König Saul
David übergibt Goliaths Haupt dem König Saul ist ein Ölgemälde des niederländischen Malers Rembrandt van Rijn. Es ist als Querformat auf Eichenholz ausgeführt und wurde wahrscheinlich als Ölskizze für ein größeres Werk, von dem nicht bekannt ist, ob es ausgeführt wurde, 1627 oder früher gemalt.

## Beschreibung
Das Gemälde ist insgesamt in groben, skizzenartigen Pinselstrichen gemalt. Im Zentrum des Gemäldes steht Saul, der erste König der Israeliten. Er trägt ein kostbares gelbes und reich mit Brokat besetztes Gewand und darüber einen langen Umhang aus demselben Material, dessen lange Schleppe von zwei Pagen gehalten wird. Über seinem Gewand trägt er eine weiße, blau und gelb gemusterte Leibbinde, auf dem Kopf einen weißen Turban mit gelben und roten angedeuteten Applikationen und einer Feder. Saul ist nach rechts gewandt im Profil dargestellt, er hat mit dem rechten Arm seinen Umhang etwas zurückgeschlagen und die linke Hand auf den Arm von Samuel gelegt. Anscheinend spricht er gerade zu Samuel oder David.
Saul gegenüber kniet David, dem König zugewandt, mit dem Haupt des erschlagenen Goliat in den Händen. David trägt ein kurzes graublaues Gewand über einem weißen Hemd, das am Kragen und am linken Oberarm hervortritt. Über dem Gewand trägt er eine hellgraue Umhängetasche. Es ist wohl die Hirtentasche, in der er zuvor die Steine zur Konfrontation mit Goliat transportiert hat (1 Sam 17,37-40 ). In den Armen hält David ein graues Tuch, auf dem das als solches auf dem Gemälde kaum erkennbare Haupt Goliats liegt.
Hinter David und teilweise durch ihn verdeckt steht leicht vornüber gebeugt und auf Goliats Haupt blickend ein Mann in einem prächtigen mit Brokat besetzten rosafarbenen Umhang, dessen Kopf mit einem hellen, bunt gemusterten und gefiederten Turban bedeckt ist. Es handelt sich um Sauls Feldherrn Abner, der in seiner Rechten das hoch aufragende übergroße Schwert des Goliat hält. Zwischen Abner und Saul steht weit vornüber gebeugt ein alter Mann mit einem schütteren weißen Haarkranz und einem langen weißen Bart. Er trägt einen hellblauen Umhang mit weißem Muster und einem breiten hellen Kragen, möglicherweise ein Pelzkragen. Diese Figur stellt wahrscheinlich den Propheten Samuel dar.
Das linke Viertel des Gemäldes nimmt ein Reiter auf einem von hinten rechts dargestellten eher grobknochigen grauen Pferd ein. Der Reiter trägt ein aufwändiges blaues Gewand mit gelber und brauner Musterung und einen gefiederten Turban in derselben Farbe. Er trägt lederne Reitstiefel und auf dem Rücken einen Köcher mit zahlreichen Pfeilen. An seiner linken Seite ist ein Schwertknauf sichtbar, vor seinem rechten Bein ragt ein Bogen aus einem grauen Futteral heraus. Der Reiter ist leicht nach rechts gedreht und beobachtet die Szene. Wahrscheinlich ist es Sauls Sohn Jonatan, der später enge Freundschaft mit David schließen wird.

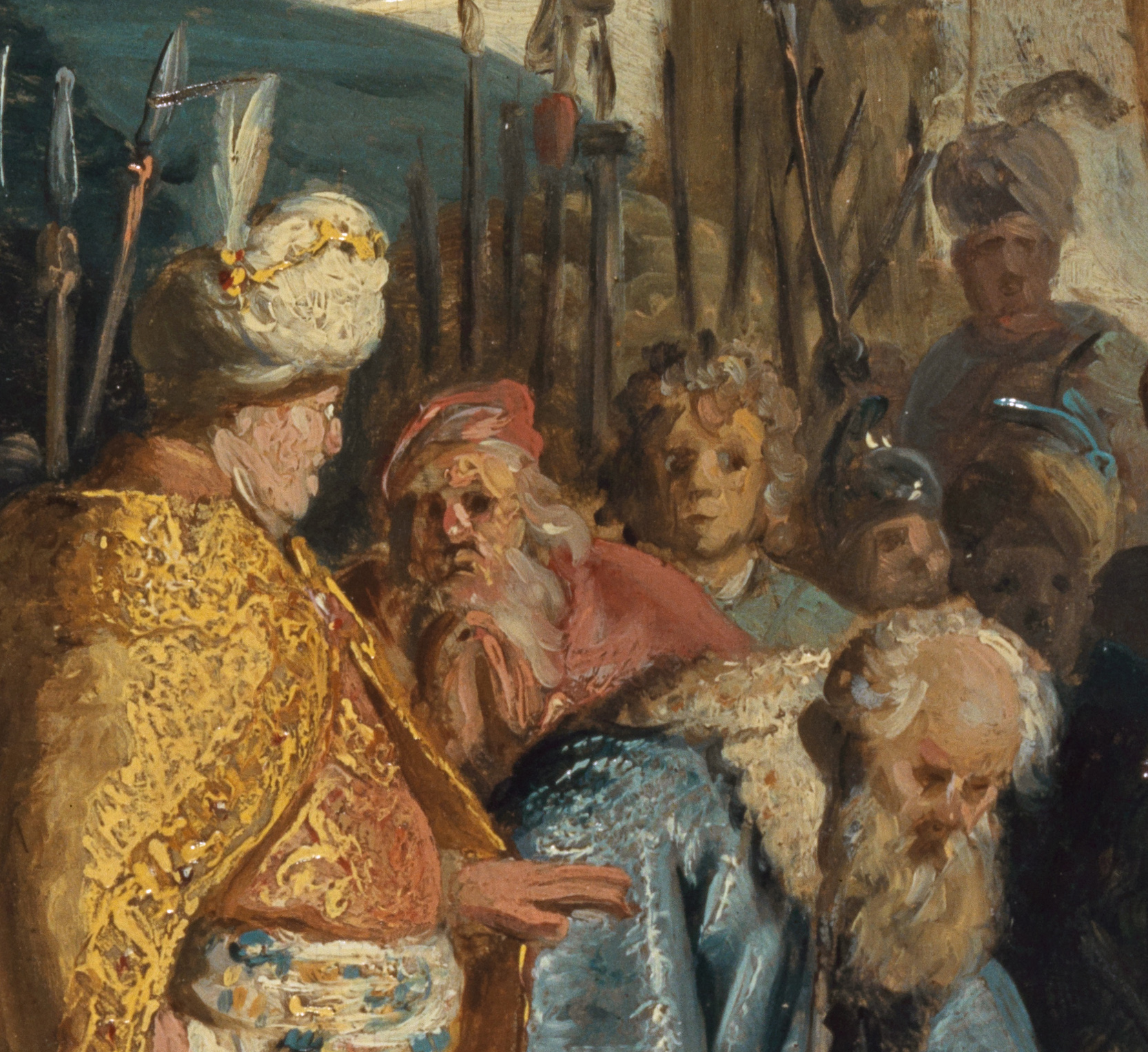
Ausschnitt, in der Mitte mögliches Selbstporträt

Am rechten Bildrand sitzt im Vordergrund ein Soldat im Schatten, mit dem Rücken zum Betrachter. Ein wohl zu ihm gehörender Speer liegt auf dem Boden, die Spitze auf einen Hund im Vordergrund weisend. Hinter dem sitzenden Soldaten steht, ebenfalls im Schatten und der Szene mit Saul und David zugewandt, ein geharnischter Soldat mit gefiedertem Turban und Lanze. Auf dem Gemälde sind mehr als 15 weitere Nebenfiguren dargestellt, von denen oft nur ein kleiner Teil sichtbar ist. Das zweite Porträt rechts neben Saul ähnelt stark den von Rembrandt gegen Ende der 1620er Jahre in mehrere seiner Historienbilder eingefügten Selbstporträts. Zahlreiche im Hintergrund aufragende Lanzen vertiefen den Eindruck, dass hier eine große Zahl von Soldaten zusammengekommen ist. Im rechten Mittel- und Hintergrund sind zwei weitere graue Pferde teilweise dargestellt.
Im Vordergrund links befinden sich einige Pflanzen, in der Mitte verbellt ein mittelgroßer, dunkel getüpfelter weißer Hund mit goldgelbem Halsband das Haupt Sauls. Den Hintergrund bildet vor dem in verschiedenen Grautönen gemalten bewölkten Himmel ein dunkel graublaues Armeezelt mit einem kugelförmigen Aufsatz. Rechts daneben im Hintergrund befindet sich ein Soldat mit einer Lanze vor einem Pfahl, an dem ein Überdach befestigt ist. Die Konstruktion ist offenbar auf Felsen errichtet und vermittelt den Eindruck eines Unterstands für einen Wachposten. Die gesamte Szene wird von rechts oben ausgeleuchtet, wobei die Hauptpersonen gegenüber allen anderen Figuren durch den Lichteinfall und ihre Farbigkeit hervorgehoben sind.
In der Mitte des unteren Bildrandes befindet sich eine in dünnem braunen Umriss gemalte Kartusche. Darin ist das Gemälde in derselben Farbe mit einzelnen Buchstaben RH. 1627 monogrammiert und datiert. Der Querstrich des H ist nicht sicher erkennbar. Die Signatur unterscheidet sich von den übrigen Signaturen des Jahres 1627, die in Schreibschrift ausgeführt wurden. Sie ähnelt aber in ihrer perspektivischen Ausführung Signaturen aus dem Jahr 1626, so Tobias verdächtigt seine Frau des Diebstahls und Die Taufe des Kämmerers.

Frühe Selbstporträts Rembrandts
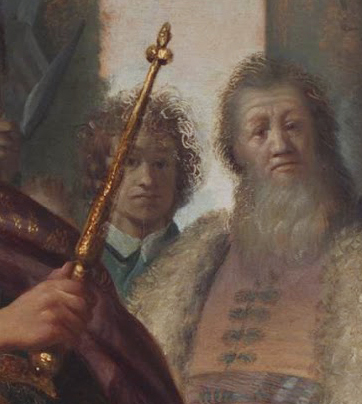
Detail des Historiengemäldes mit Selbstporträt des Malers, Selbstporträt Rembrandts, 1625
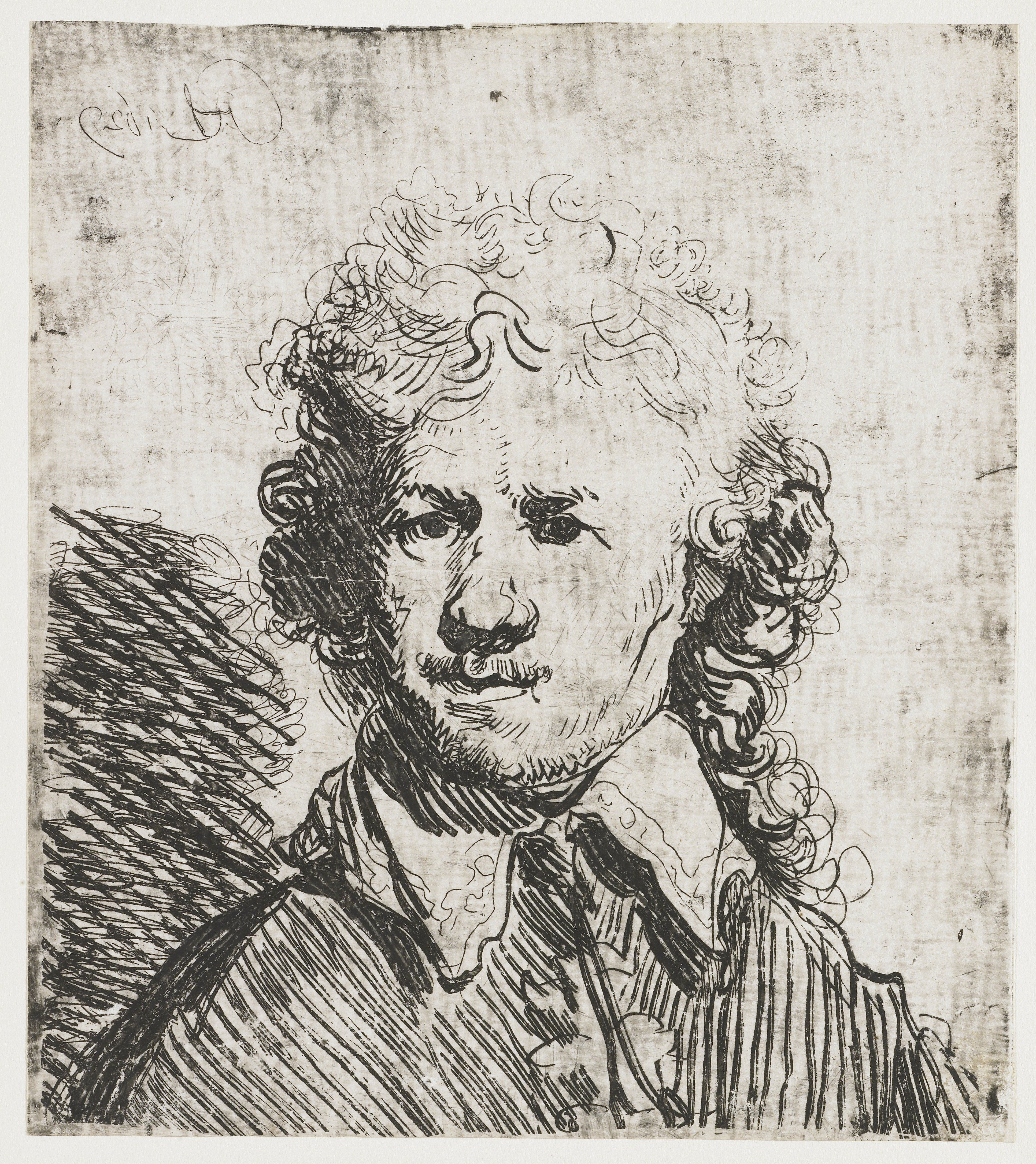
Selbstbildnis Rembrandts, 1629, Radierung, 17,4 × 15,4 cm, Rijksprentenkabinet, Amsterdam
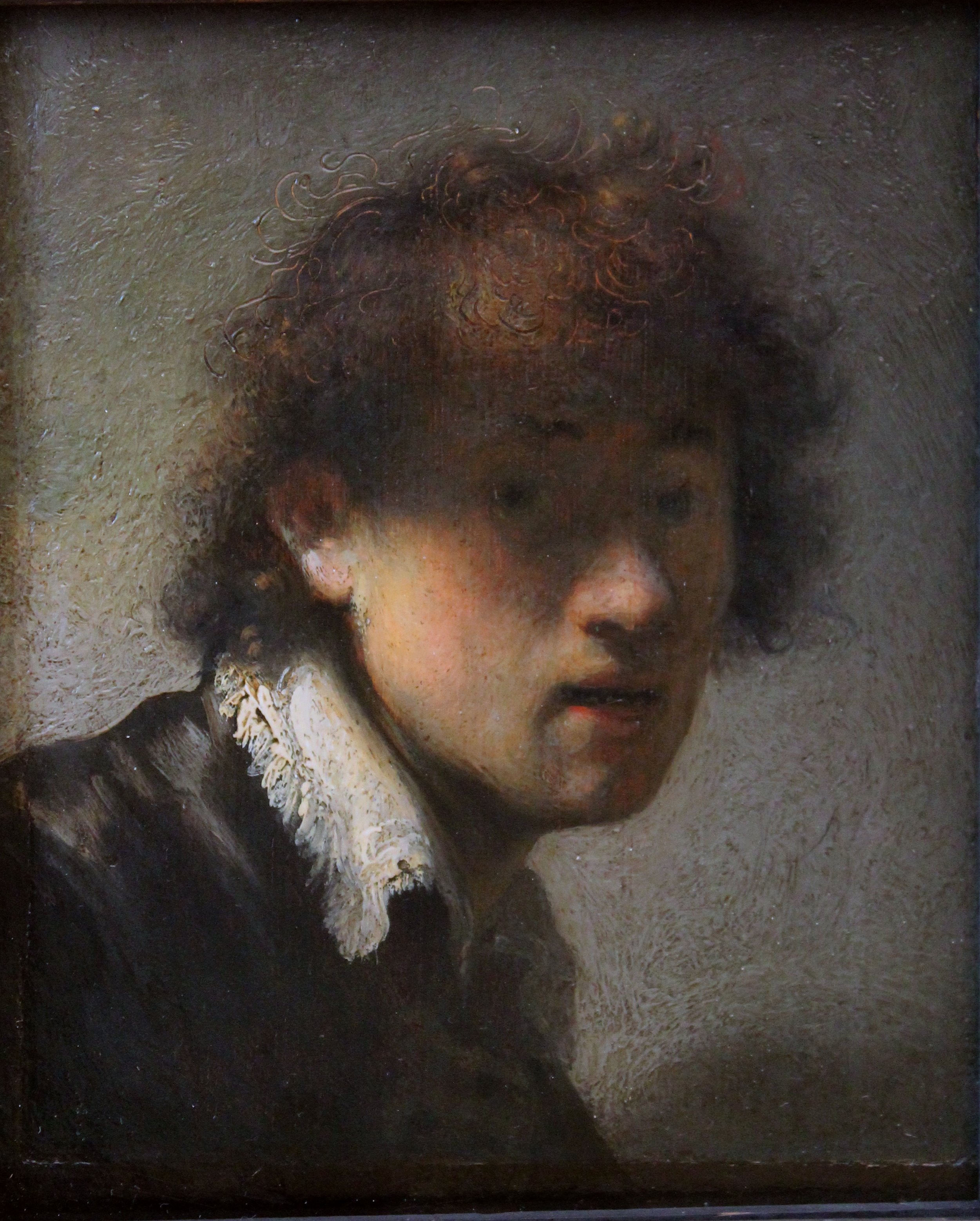
Jugendliches Selbstbildnis, 1629, Öl auf Holz, 15,4 × 12,7 cm, Alte Pinakothek, München
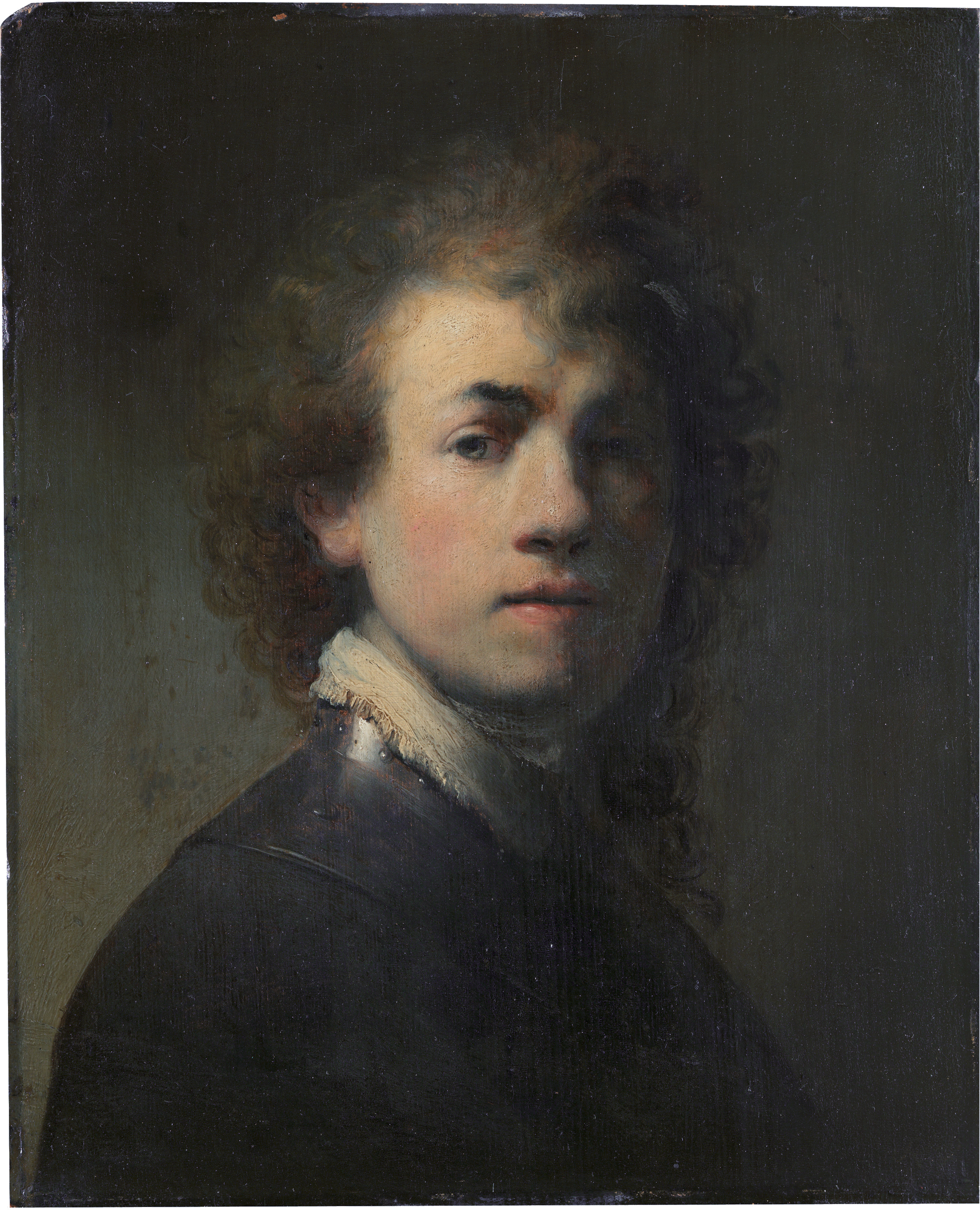
Selbstbildnis mit Halsberge, ca. 1629, Öl auf Eichenholz, 38,2 × 31,0 cm, Germanisches Nationalmuseum, Nürnberg

Das Gemälde hat das Format 27,4 × 39,7 cm und ist mit Ölfarbe auf Eichenholz mit waagerechter Maserung gemalt. Die Unterlage besteht aus einem einzelnen etwa 5 Millimeter starken Brett. Am linken Rand, 12,8 cm von der Unterkante entfernt, befindet sich ein etwa neun Zentimeter langer Riss. Die Tafel ist rückseitig oben und an beiden Seiten abgeschrägt. Die fehlende Abschrägung an der Unterkante ist neben der Größe der Tafel ein Indiz für eine Verkleinerung. Ein übliches Maß für eine Tafel war 31,3 × 41,7 cm (12 × 16 rheinische Zoll). David übergibt Goliaths Haupt dem König Saul wurde wahrscheinlich auf die bereits verkleinerte Tafel gemalt.
Die Farbschicht ist sehr gut erhalten, nur an wenigen weißen Stellen ist ein sehr feines Krakelee zu sehen. Auf dem Röntgenbild ist eine frühere Bemalung der Tafel zu erkennen, das im Uhrzeigersinn um 90 Grad gedrehte Bild zeigt das Schulterstück eines jungen Mannes mit turbanähnlicher Kopfbedeckung. Da keinerlei Pinselstriche erkennbar sind, ist das erste Gemälde wahrscheinlich glatt geschliffen worden, bevor eine neue Grundierung aufgetragen oder das neue Gemälde aufgemalt wurden. An den dünn gemalten Teilen des sitzenden Soldaten im rechten Vordergrund und an einigen weiteren Stellen des Gemäldes tritt braungelbe Farbe hervor. Dabei kann es sich um eine ursprüngliche Grundierung handeln, die an zufällig übereinstimmend dünnem Farbauftrag beider Bilder hervortritt. es kann aber auch eine auf das erste Gemälde aufgetragene zweite Grundierung sein.

## Biblischer Hintergrund
Im 1. Buch Samuel des jüdischen Tanach und des Alten Testaments wird die Geschichte Israels von der Bitte der Prophetin Hanna um einen Sohn und der Geburt ihres Sohnes Samuel über die Wahl Sauls zum König, der Konkurrenz zwischen Saul und dem von Gott begünstigen David bis zum Suizid Sauls und dem Tod seiner Söhne im Kampf gegen die Philister geschildert. Das Gemälde zeigt eine Szene, nachdem David den Philister Goliat mit einer Steinschleuder besiegt und ihn enthauptet hat. Er kehrt mit dem Kopf Goliats in der Hand nach Jerusalem zurück und wird von dessen Heerführer Abner empfangen. Mit dem Kopf Goliats kniet er vor Saul nieder. Dieser fragt ihn nach seiner Herkunft und David offenbart sich als Sohn Isais aus Bethlehem, auf den das Motiv der Wurzel Jesse zurückgeht (1 Sam 17,57 ). Dass der Prophet Samuel zwischen Saul und David abgebildet ist, steht im Widerspruch zur biblischen Überlieferung. Demnach hat Samuel Saul nicht wiedergesehen, nachdem er Agag, den König der Amalekiter, in dessen Gegenwart erschlagen hat (1 Sam 15 ). Allerdings wird auch in der Bibel eine erneute Begegnung Samuels und Sauls in anderem Zusammenhang erwähnt (1 Sam 19,23-24 ). Die von Rembrandt gemalte Szene ist von der triumphalen Rückkehr Davids nach Jerusalem zu unterscheiden, die im nächsten Kapitel des ersten Buchs Samuel geschildert wird (1 Sam 18,1-9 ). Die triumphale Heimkehr wird in der christlichen Kunst wesentlich häufiger als die Übergabe des Hauptes Goliats dargestellt.

David mit dem Haupt Goliats in der christlichen Kunst
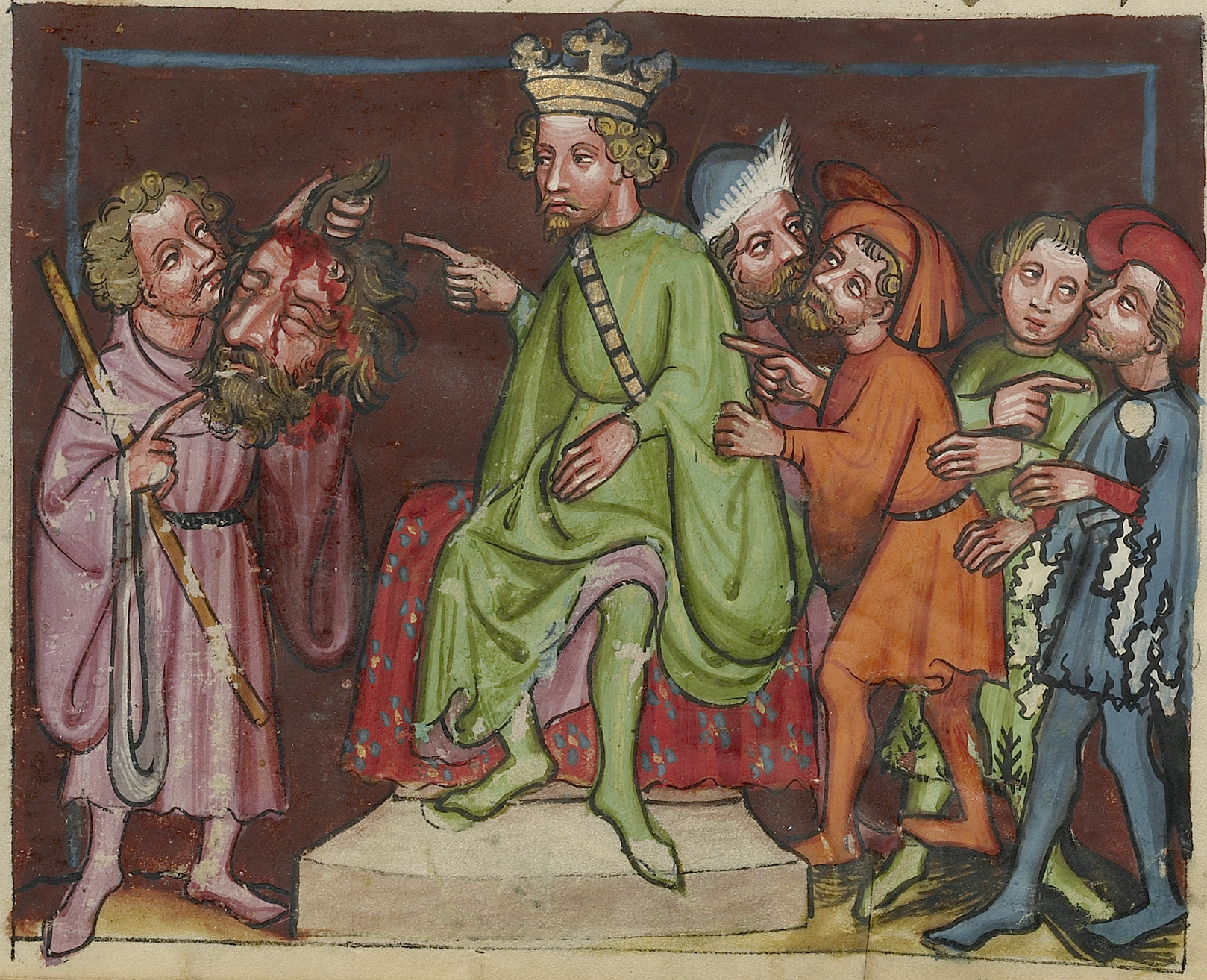
David mit dem Haupt Goliats vor Saul, Weltchronik, Regensburg um 1400 bis 1410, J. Paul Getty Museum, Los Angeles, Ms. 33, fol. 165 (Detail)
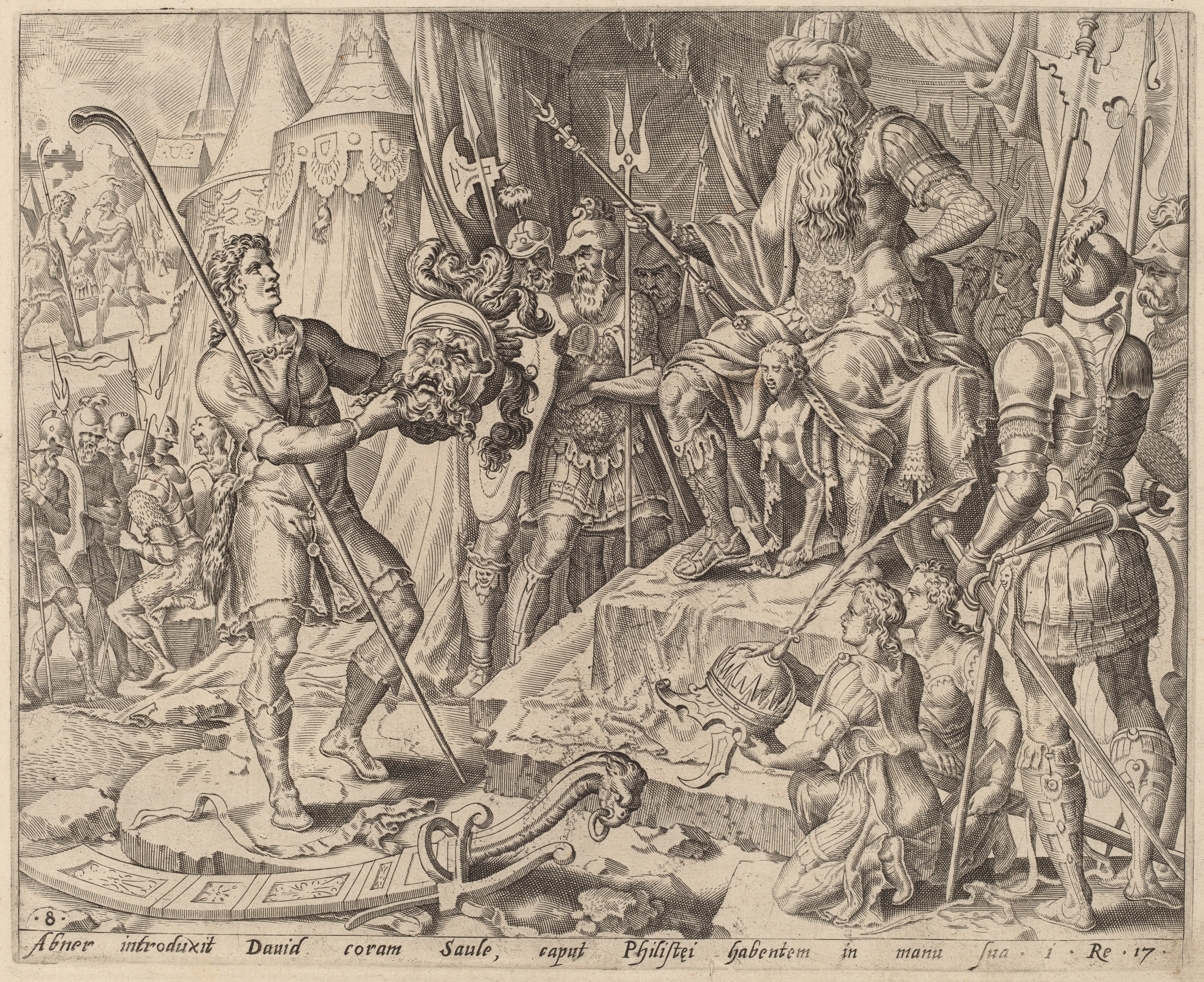
David mit Goliats Haupt vor Saul, unbekannter Stecher nach Maarten van Heemskerck, ca. 1556, Kupferstich, 19 × 24 cm
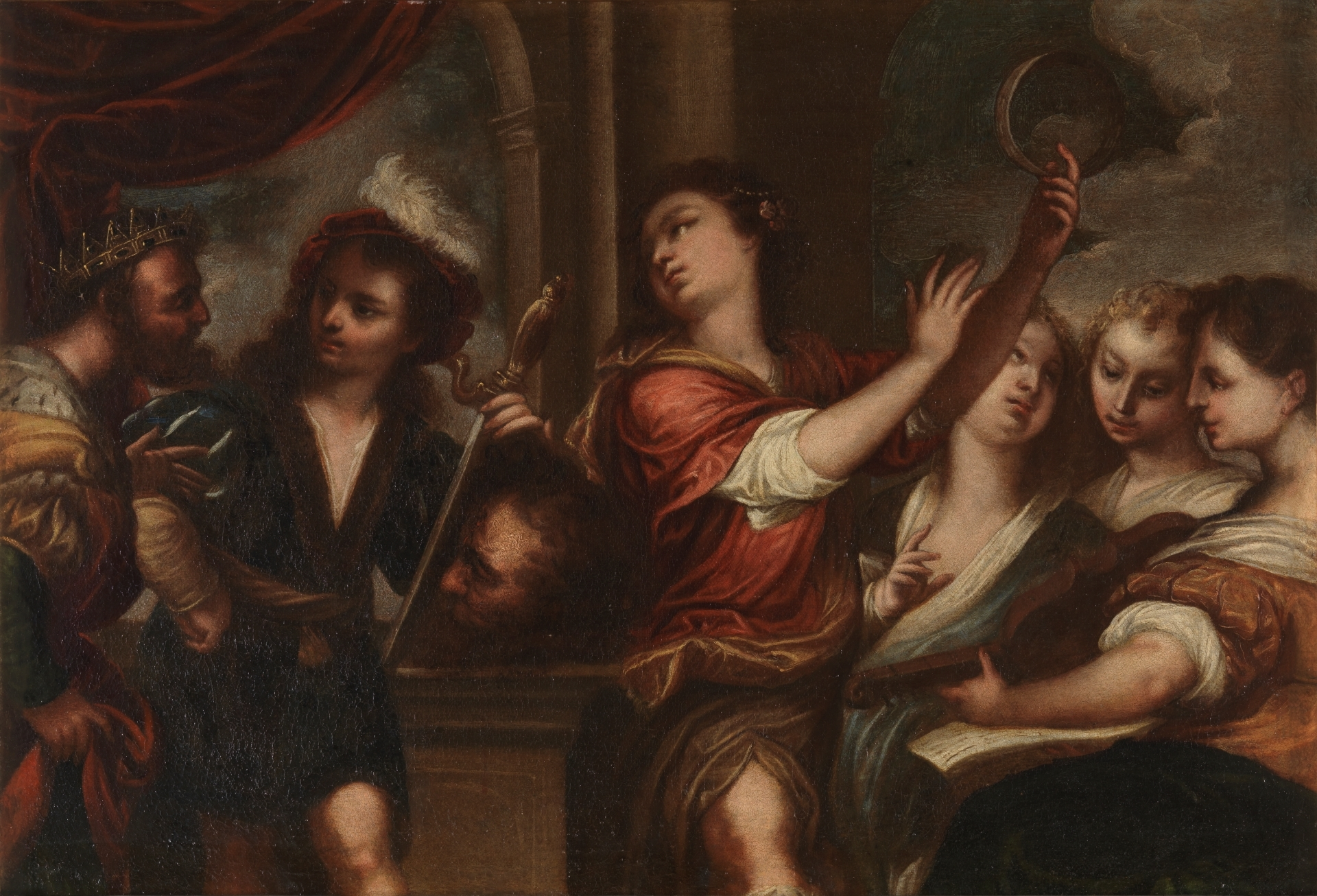
Der Triumph Davids, Pedro Atanasio Bocanegra, um 1650, Öl auf Leinwand, 56 × 81 cm, Museo del Prado, Madrid
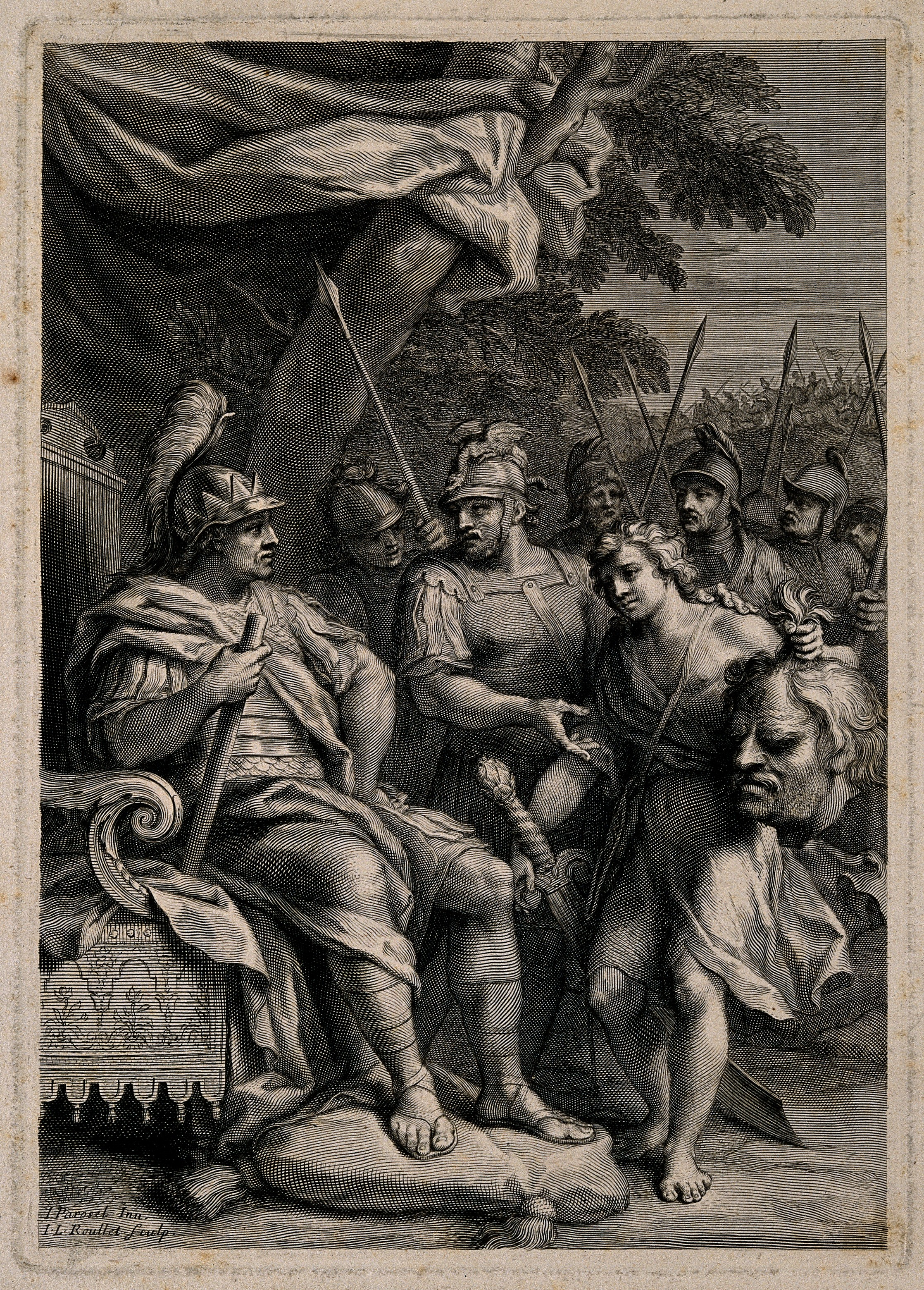
David mit Haupt Goliats vor Saul, Jean-Louis Roullet, Stich nach Joseph Parrocel, 23 × 16,4 cm

## Kunsthistorische Einordnung

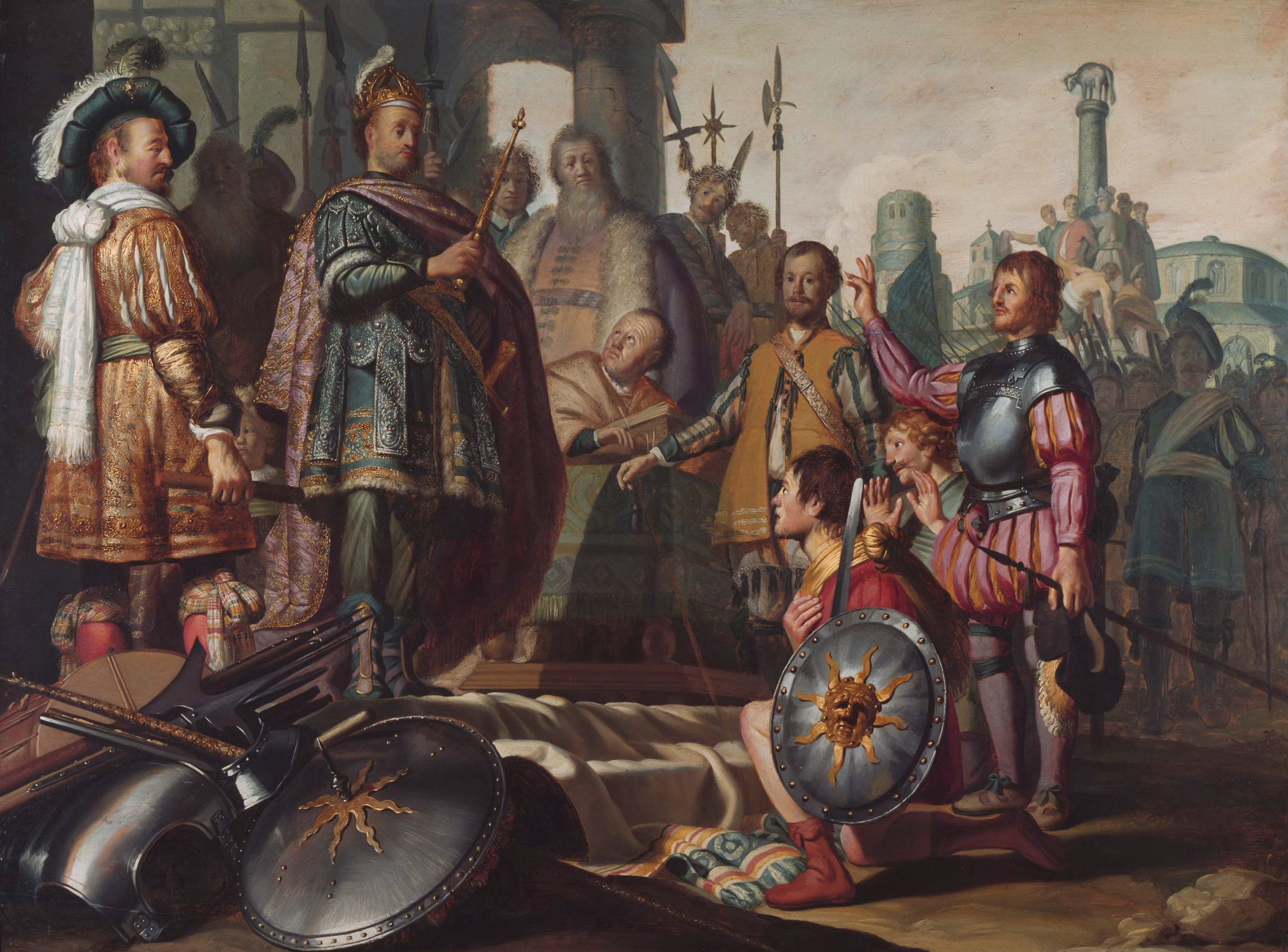
Historiengemälde mit Selbstporträt des Malers (evtl. Palamedes vor Agamemnon), Öl auf Holz, 90,1 × 121,3 cm, 1626, Museum De Lakenhal, Leiden

Rembrandt absolvierte von 1620 bis 1624 eine dreieinhalbjährige Ausbildung bei dem Leidener Maler Jacob Isaacsz. van Swanenburgh, der für seine Darstellungen der Hölle bekannt ist. Möglicherweise von ihm lernte Rembrandt das Spiel mit Licht und Schatten, das hier in der scheinwerferartig ausgeleuchteten Szene und den Figuren im Schatten anklingt. 1624 lernte Rembrandt ein halbes Jahr lang bei Pieter Lastman in Amsterdam. Mit der Steinigung des heiligen Stephanus und dem Leidener Historiengemälde schuf Rembrandt 1625 und 1626 zwei größere Gemälde, die der Ölskizze mit David und dem Haupt Goliats in vielerlei Hinsicht ähneln. Während dieser Zeit arbeitete Rembrandt mit Jan Lievens in einem gemeinsamen Atelier in Leiden.
Mit seiner skizzenhaften, groben Ausführung steht David übergibt Goliaths Haupt dem König Saul im Frühwerk Rembrandts völlig allein. Kurt Bauch hat wegen der Signatur und der Datierung die Möglichkeit zurückgewiesen, dass es sich bei dem Gemälde um einen Entwurf oder eine Skizze handelt. Das Rembrandt Research Project weist allerdings auf Ähnlichkeiten im Bildaufbau und in der Ausführung der Figuren mit der Steinigung des heiligen Stephanus und dem Historiengemälde mit Selbstporträt des Malers hin. Es ist denkbar, dass die Ölskizze dem Entwurf eines vergleichbar großen Gemäldes diente. Möglicherweise besteht auch ein Zusammenhang aller drei Gemälde, wobei Rembrandt sein Monogramm und die Datierung 1627 erst zum Zeitpunkt eines anstehenden Verkaufes des Gemäldes nachträglich angebracht hätte.

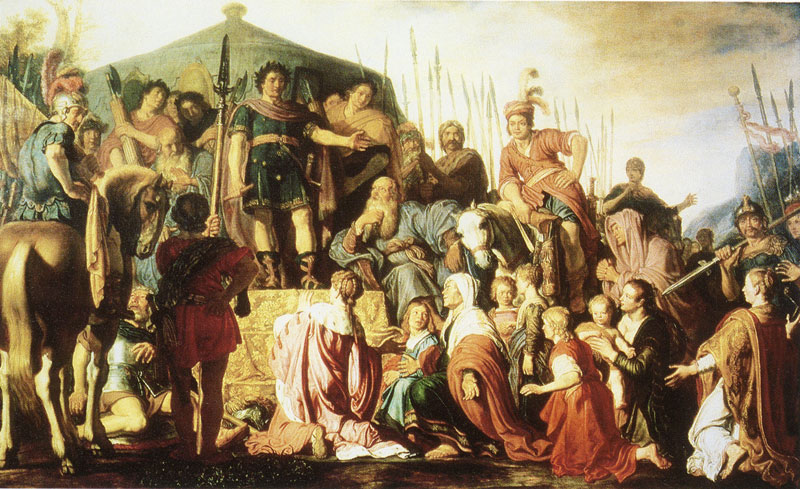
Coriolanus und die Mütter Roms, Pieter Lastman, Öl auf Holz, 81 × 133 cm, 1622, Trinity College Dublin

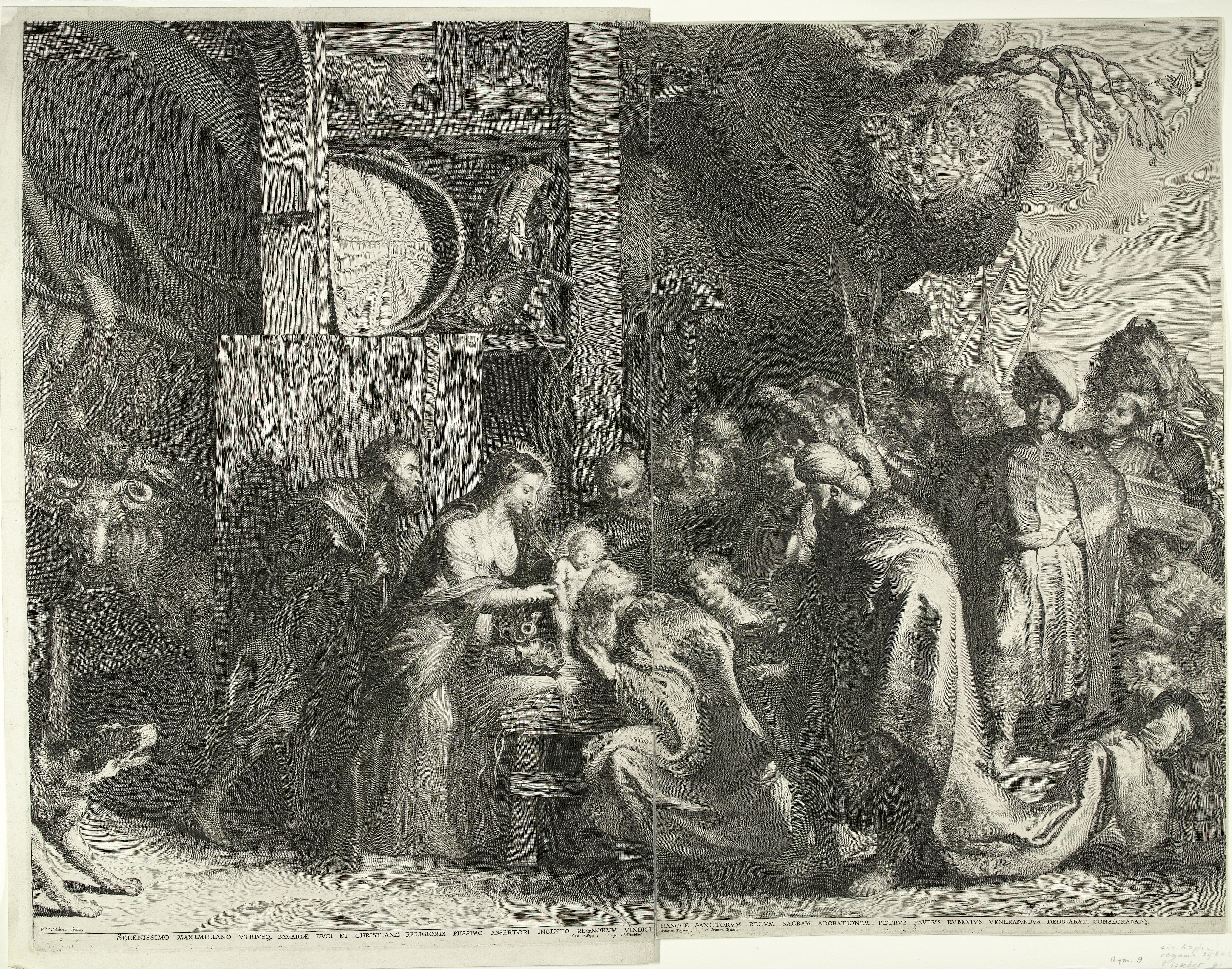
Anbetung der Könige, Lucas Vorsterman d. Ä., nach Peter Paul Rubens, 1621, Radierung auf zwei Platten, 570 × 386 mm (links) und 554 × 355 mm (rechts)

In den frühen Werken Rembrandts mit religiösen oder historischen Motiven kommt sein Wunsch zum Ausdruck, ein großer Historienmaler zu werden. Sie lassen meistens deutlich seine Vorbilder erkennen. Die niederländischen Kunsthistoriker Wilhelm Martin und Ben Broos sehen in dem 1622 von Rembrandts späterem Lehrmeister Pieter Lastman gemalten Coriolanus und die Mütter Roms im Trinity College Dublin die Vorlage für David übergibt Goliaths Haupt dem König Saul. Dafür sprechen neben dem großen Zelt im linken Hintergrund eine Vielzahl weiterer Details, wie der Reiter am linken Bildrand, die mit dem Rücken zum Betrachter gewandte Figur am rechten Bildrand, oder das durch die zahlreichen abgebildeten Lanzen dargestellte Heer. Darüber hinaus sind deutliche Parallelen mit dem 1621 erschienenen Druck Anbetung der Könige des Lucas Vorsterman d. Ä., nach Peter Paul Rubens, zu erkennen. Dieser Druck existiert in einer anonymen Nachahmung, die Rembrandt für David übergibt Goliaths Haupt dem König Saul und 1631 für das Selbstbildnis in orientalischer Kleidung mit Pudel als Vorlage verwendet hat. Christian Tümpel nannte in seiner Arbeit zur Ikonographie der Historienbilder Rembrandts einen Kupferstich nach Maarten van Heemskerck, der in einer Nebenszene im Hintergrund den Freundschaftsbund Davids und Jonatans zeigt, als weitere Quelle für Anregungen.
Die Mitarbeiter des Rembrandt Research Project (RRP) deuten im ersten Band ihres Corpus die dargestellte Szene wesentlich breiter als nur auf die Übergabe des Hauptes Goliats beschränkt. Die eigentlich unnötige Abbildung des Propheten Samuel interpretieren sie als Samuels Anerkennung Davids als zukünftigen König der Israeliten. Auch Jonatan wird nur als Beobachter Sauls und Davids gezeigt, um auf seine zukünftige Freundschaft mit David und auf seine Unterstützung Davids gegen den eigenen Vater hinzuweisen. Insofern wird David durch die Bezüge zu den anderen Figuren zur wirklichen Hauptfigur des Bildes.

Frühe Werke Rembrandt van Rijns
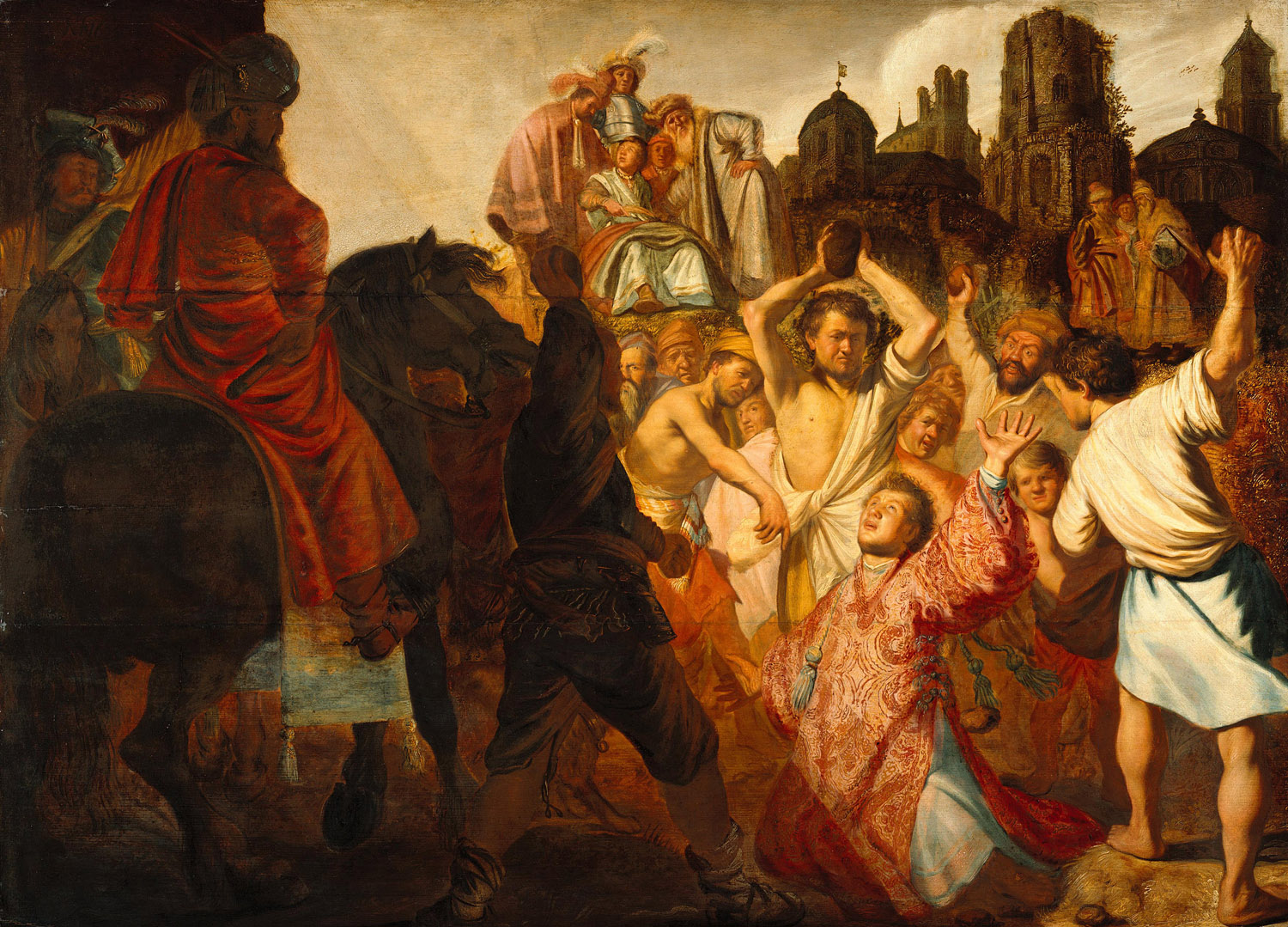
Die Steinigung des heiligen Stephanus, 1625, Öl auf Eichenholz, 89,5 × 123,6 cm, Musée des Beaux-Arts, Lyon
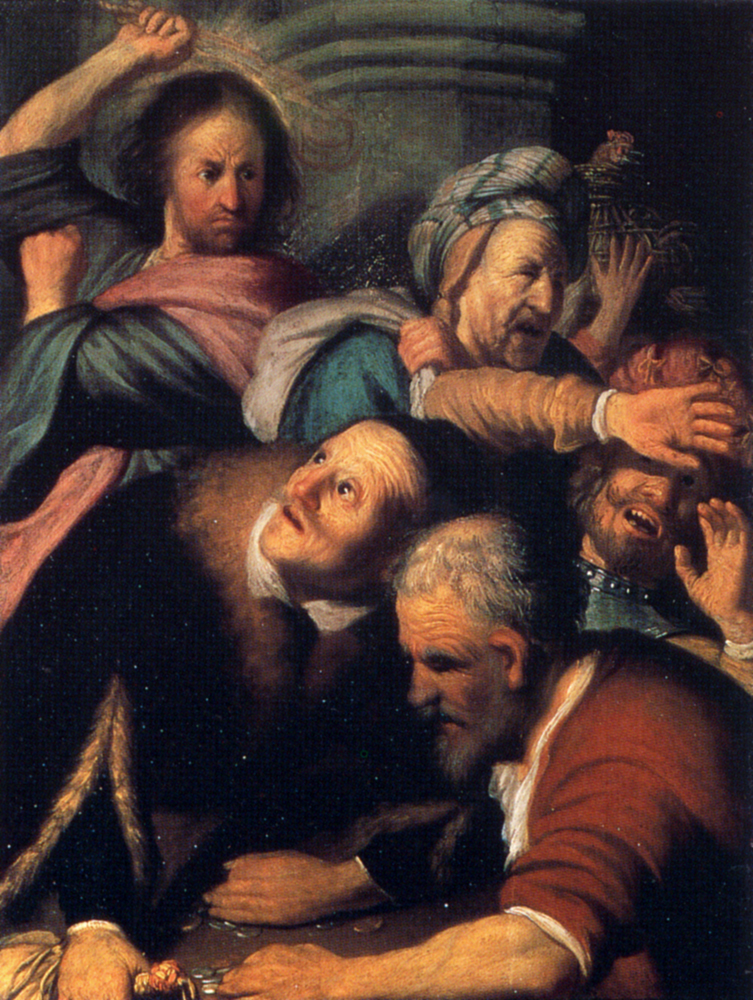
Christus vertreibt die Geldwechsler aus dem Tempel, Öl auf Holz, 43,1 × 32 cm, 1626, Puschkin-Museum, Moskau
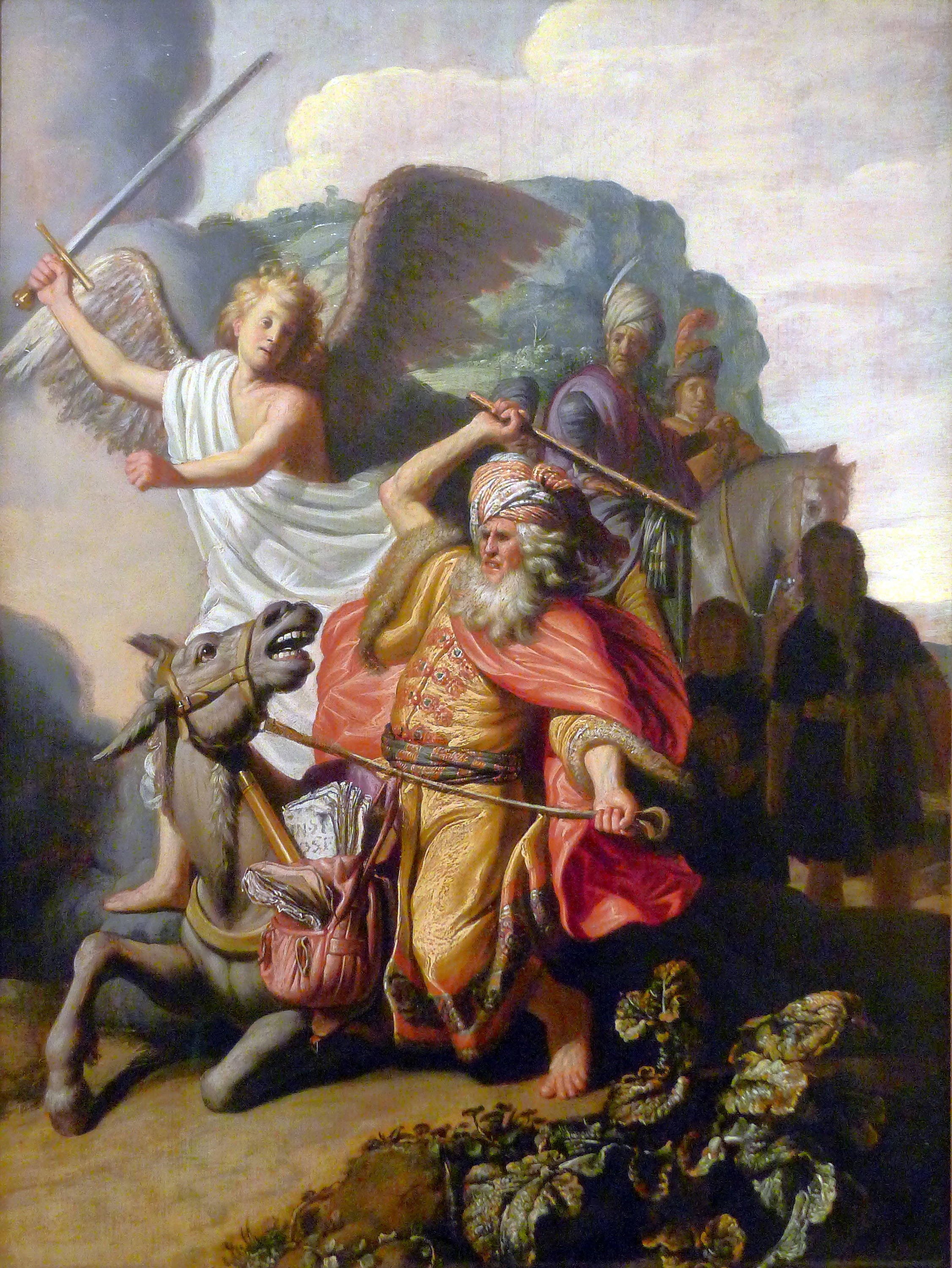
Bileam und die Eselin, Öl auf Holz, 65 × 47 cm, 1626, Musée Cognacq-Jay, Paris
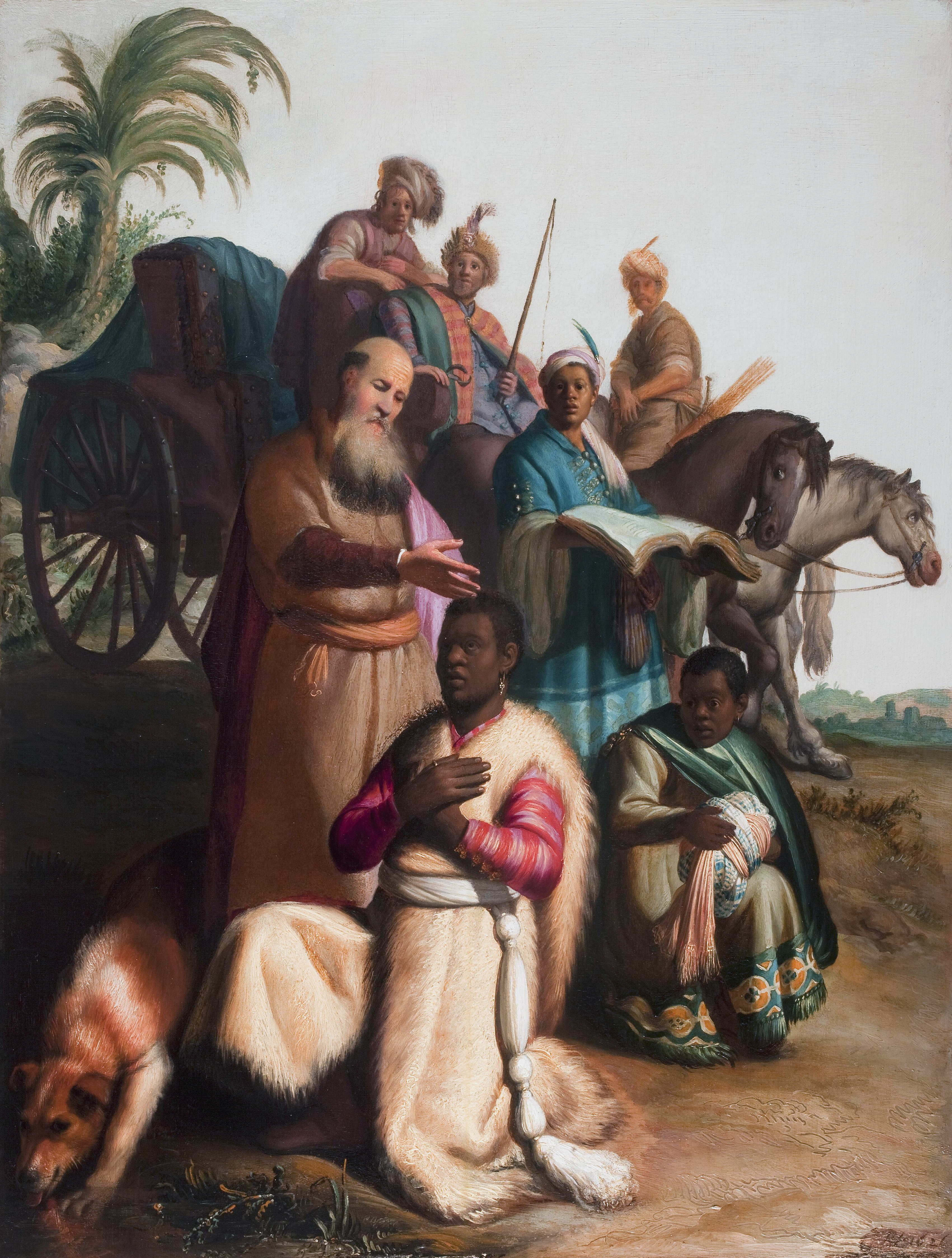
Die Taufe des Kämmerers, 1626, Öl auf Eichenholz, 63,5 × 48 cm, Museum Catharijneconvent, Utrecht

## Rezeption
David übergibt Goliaths Haupt dem König Saul wurde erstmals 1909 im Burlington Magazine von dem englischen Kunsthistoriker und Kunstkritiker Claude Phillips veröffentlicht und als ein Werk Rembrandts bezeichnet. Seither wurde seine Authentizität nie angezweifelt. Bereits im Werkverzeichnis von Cornelis Hofstede de Groot ist Rembrandts David mit dem Haupt Goliats als Nummer 34 aufgeführt. 1935 vergab Abraham Bredius die Nummer 488. In Kurt Bauchs 1966 veröffentlichtem Werkverzeichnis der Gemälde war David übergibt Goliaths Haupt dem König Saul mit der Nummer 3 aufgeführt und als Original anerkannt. Ihm folgte Gerson, der dem Gemälde 1968 in seinem Werkverzeichnis ebenfalls die Nr. 3 zuwies, und es in seiner Überarbeitung des Werkverzeichnisses von Abraham Bredius wieder als Nr. 488 aufführte. 1982 wurde das Gemälde vom Rembrandt Research Project (RRP) mit der Nummer A 9 in den ersten Band des Corpus of Rembrandt Paintings aufgenommen. Die Mitarbeiter bezeichneten David übergibt Goliaths Haupt dem König Saul als ein sehr gut erhaltenes, ungewöhnliches aber ohne Zweifel originales Werk Rembrandts, mit einer authentischen Signatur und Datierung. Christian Tümpel gab dem Gemälde in seinem Werkverzeichnis die Nummer 3, der sechste Band des Corpus führt es als Nummer 8.

## Kopien

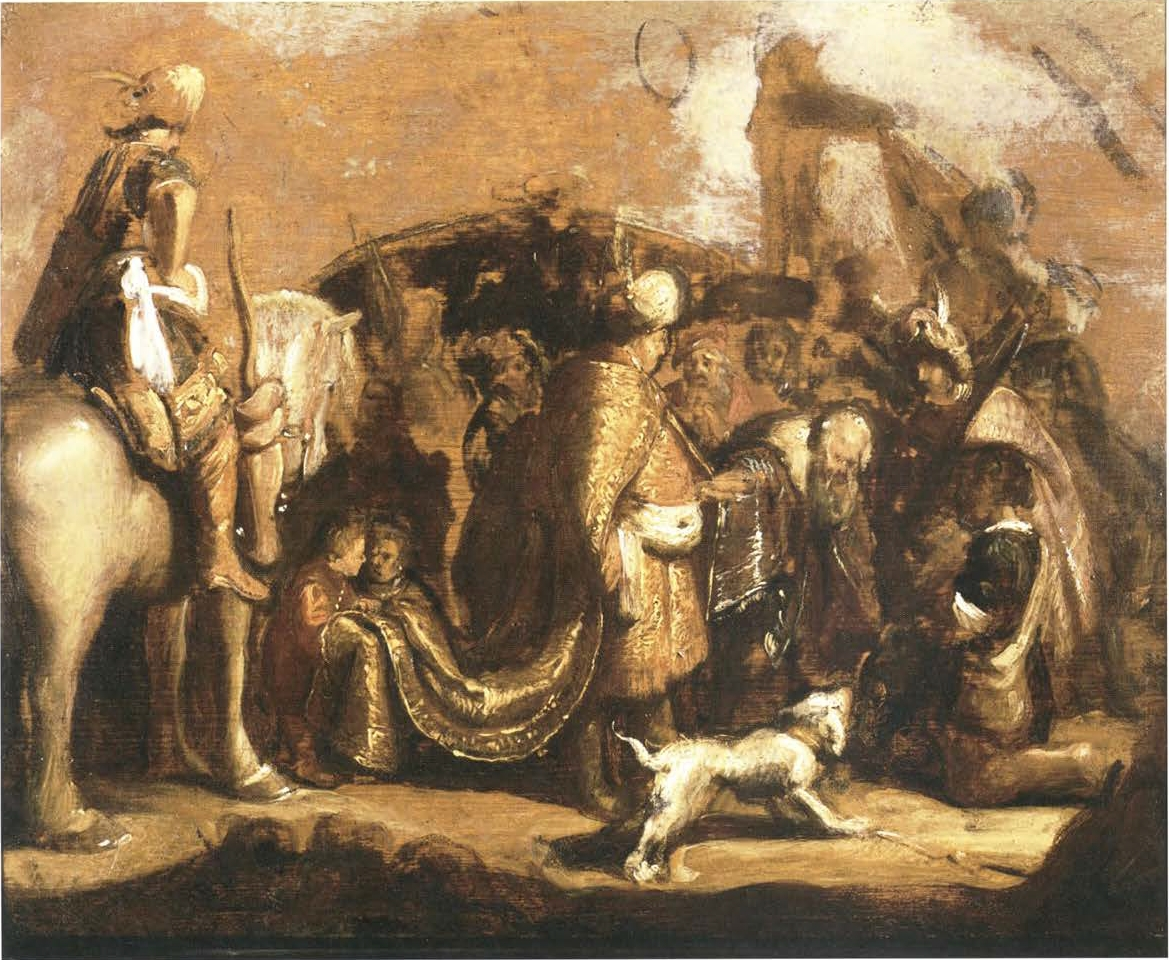
Ölskizze nach David übergibt Goliaths Haupt dem König Saul, unbekannter Nachahmer, nach 1639, 27,2 × 39,6 cm, Nachlass Isabel und Alfred Bader

Kopien im engeren Sinn sind nicht bekannt. Es existiert eine Ölskizze auf Holz, die einem anonymen Nachahmer zugeschrieben wurde. Das 27,2 × 39,6 cm große Gemälde ist fast überall deutlich gröber gemalt als Rembrandts Skizze. Darüber hinaus zeigt sie trotz fast identischer Größe der Tafel nur den Bildausschnitt von dem Reiter am linken Bildrand bis zu dem knienden David. Der Zustand der teilweise abgeschrägten Kanten der Rückseite lässt darauf schließen, dass die Skizze ursprünglich größer war. Doch auch auf dem erhaltenen Teil fehlen einige Elemente von Rembrandts Skizze, wie der Wachposten rechts neben dem Zelt und zahlreiche aufragende Speere. Das Kunstmuseum Basel erwähnt die Skizze auf seiner Website als möglichen früheren Entwurf Rembrandts. Die dendrochronologische Untersuchung durch Peter Klein ergab jedoch das Jahr 1639 als frühestmögliches Verwendungsdatum der Holztafel. Mit zwölf Jahren Abstand zu Rembrandts David übergibt Goliaths Haupt dem König Saul scheidet dieser aus stilistischen Gründen ebenso als Urheber aus wie sein Malerkollege Jan Lievens. Die Skizze lässt an einigen Stellen einen geschulten und souveränen Künstler erkennen. Daher ist es wahrscheinlich, dass die Skizze als Gedächtnisstütze oder einfach aus Interesse an der Arbeit Rembrandts angefertigt wurde. Die Skizze ist erstmals in der Sammlung des französischen Kunsthistorikers und Sammlers André de Hevesy (1882–1955) in Paris nachgewiesen. 1988 und 1989 befand sie sich im Besitz des schwedischen Schauspielers und Kunsthändlers Lennart Lundh (1928–1997) in Paris. 1995 wurde sie von dem österreichisch-kanadischen Unternehmer, Kunstsammler und Philanthropen Alfred Bader gekauft.
Ein weiteres David übergibt Goliaths Haupt dem König Saul nachempfundenes Werk wird von der Rembrandt Research Group erwähnt. Es ist eine 52 × 84 cm messende Holztafel, die in zahlreichen Details von der Vorlage abweicht. Die Szene ist insgesamt vergrößert, rechts ist eine Reiterprozession angefügt. Das Zentrum der Darstellung mit den Hauptfiguren ist allerdings recht nahe an der Vorlage gestaltet. Das Schwert Goliats liegt quer über den Vordergrund auf einem Stein, darunter befindet sich eine falsche Signatur RHL f (?) 1644 (?). Unter dieser Signatur befindet sich eine frühere und nun unleserliche Signatur. Da die Begutachtung nur nach einer schwarz-weißen Fotografie erfolgte, kann keine Datierung und Zuschreibung erfolgen. Es dürfte sich um die Arbeit eines mäßigen Künstlers aus der zweiten Hälfte des 17. Jahrhunderts handeln, der unter dem entfernten Einfluss Rembrandts stand. Das Gemälde befand sich vor 1950 im Besitz von S. und G. Gump in San Francisco. Wahrscheinlich ist das luxuriöse Möbel- und Einrichtungshaus Gump’s gemeint, das 1861 von Solomon und Gustav Gump in San Francisco gegründet wurde, und während der ersten Hälfte des 20. Jahrhunderts dem 1947 verstorbenen Alfred L. Gump gehörte. 1964 befand das Gemälde sich in der Sammlung Marsmayer im niedersächsischen Schüttorf. Sein Verbleib ist ungeklärt.

## Provenienz
Auf der Rückseite der Tafel befindet sich ein Wachssiegel mit dem Wappen der Baronets Oxenden of Dene in Kent. Das Gemälde war offenbar zu unbestimmter Zeit im Besitz der Familie Oxenden. Später gehörte es Eyre Hussey aus Mudeford, Christchurch in Dorset. Am 18. Februar 1909 wurde es mit 46 weiteren Gemälden aus einer englischen Sammlung als vermeintliches Werk Gerbrand van den Eeckhouts mit der Los-Nr. 82 von Robinson, Fisher & Co. in London versteigert. Das Gemälde ging für neuneinhalb Guineen an den Londoner Kunsthändler Frank R. Richardson. Bereits am 11. Mai 1909 kaufte die Münchner Galerie Heinemann das Gemälde für 16.184,75 Mark. In der Folgezeit wurde das Bild als Leihgabe in der Alten Pinakothek ausgestellt. Am 22. Januar 1916 wurde es für 50.000 niederländische Gulden an die Kunsthandlung Frederik Muller & Co. in Amsterdam verkauft, das entsprach 98.431,82 Mark (laut Bilderkartei der Galerie Heinemann) oder 118.623,95 Mark (laut Lagerbuch).
Frederik Muller & Co. verkaufte das Gemälde an den Unternehmer, Kunstsammler und Philanthropen August Janssen (1864–1918) in Amsterdam. Nach dessen Tod kam es zu dem Kunsthändler Jacques Goudstikker, ebenfalls in Amsterdam. Von 1919 bis 1927 wurde es von Goudstikker wiederholt auf Ausstellungen präsentiert. Es folgte der Papierfabrikant, Kunstsammler und Mäzen Pieter Smidt van Gelder (1878–1956) in Bloemendaal, der 1928 als Besitzer nachgewiesen ist und auch von Abraham Breidius in seinem Werkverzeichnis von 1935 als solcher angegeben wurde. 1938 gelangte das Gemälde an den Kunsthändler Daniel Katz in Dieren, der es 1939 an den Baseler Sammler Max Geldner (1875–1958) veräußerte. Geldner vermachte das Gemälde 1948 dem Kunstmuseum Basel, das es nach seinem Tod im Jahr 1958 übernommen hat.

## Ausstellungen (chronologisch)
- Pulchri Studio, Den Haag, Niederlande. November bis Dezember 1919, Katalognr. 102
- Rotterdamse Kunstkring, Rotterdam, Niederlande. 16. Mai bis 6. Juni 1920, Katalognr. 41
- Rotterdamse Kunstkring, Rotterdam, Niederlande. 20. Dezember 1924 bis 11. Januar 1925, Katalognr. 60
- Kunsthandel Jacques Goudstikker, Amsterdam, Niederlande. 1926 bis 1927, Katalognr. 76
- Kunsthandel Jacques Goudstikker, Amsterdam, Niederlande. 19. Februar 1927 bis 1928, Katalognr. 1
- Royal Academy of Arts, London, England. Ausstellung Exhibition of Dutch art, 1450–1900 (deutsch: Ausstellung holländischer Kunst, 1450–1900), 4. Januar bis 9. März 1929, Katalognr. 136
- Rijksmuseum Amsterdam, Niederlande. Ausstellung Rembrandt tentoonstelling ter plechtige herdenking van het 300-jarig bestaan der Universiteit van Amsterdam (deutsch: Rembrandt-Ausstellung zum feierlichen Gedenken des 300jährigen Bestehens der Universität von Amsterdam), 11. Juni bis 4. September 1932, Katalognr. 1[24]
- Museum Boijmans, Rotterdam, Niederlande. Ausstellung Meesterwerken uit vier eeuwen 1400–1800. Tentoonstelling van schilderijen en teekeningen uit particuliere verzamelingen in Nederland bijeengebracht gedurende de veertigjarige regeering van H.M. Koningin Wilhelmina (deutsch: Meisterwerke aus vier Jahrhunderten 1400–1800. Ausstellung von Gemälden und Zeichnungen aus Privatsammlungen, die während der vierzigjährigen Regierungszeit Ihrer Majestät Königin Wilhelminas zusammengetragen wurden), 25. Juni bis 15. Oktober 1938, Katalognr. 124[25]
- Kunstmuseum Basel, Schweiz. Ausstellung Im Lichte Hollands. Holländische Malerei des 17. Jahrhunderts aus den Sammlungen des Fürsten von Liechtenstein und aus Schweizer Besitz, 14. Juli bis 27. September 1987, Katalognr. 80